# 也先不花
也先不花（Esen Buqa I，？—1319年），察合台汗笃哇之子，蒙古帝国察合台汗国第十三代大汗。
也先不花早年住在大都，1308或1309年其弟怯别在一次宴会上将察合台汗塔里忽暗杀。1310年召集忽里台大会，推举也先不花为可汗。也先不花一开始和元朝关系和谐，1312年、1313年向元朝进贡珠宝、驼马。但后来因为边界问题，在1314年，与元朝和伊兒汗国发生冲突。受到元仁宗和伊兒汗国完者都的夹击，元朝名将床兀儿在亦忒海迷失将他击败。1315年，在赤麦干败于元朝，怯别正在西征伊兒汗国呼罗珊，因为东线失利，被迫撤军。1316年，怀疑部将玉速夫勒和伊兒汗国勾结，于是亲征玉速夫勒，完者都派兵援助玉速夫勒，劫掠撒马尔罕、布哈拉。1319年，也先不花死后，弟弟怯别复位，一说禿忽魯帖木兒是他的儿子。

## 延伸阅读
[在维基数据编辑]
 《新元史/卷107》，出自柯劭忞《新元史》